# Brigitte Bardot (canción)
Brigitte Bardot, también conocida como Brigitte Bardot-Bardot, es una canción de samba compuesta en 1960, con letra y música de Miguel Gustavo. La canción fue escrita para inspirar a la actriz Brigitte Bardot. Fue cantada por Jorge Veiga;
En 1978, el trío belga Two Man Sound lo puso en primer plano en el famoso popurrí del Año Nuevo Disco samba;